# Grasbrunn
Grasbrunn je obec v německé spolkové zemi Bavorsko, v zemském okrese Mnichov ve vládním obvodu Horní Bavorsko.
V roce 2014 zde žilo 6 659 obyvatel.

## Poloha
Obec leží 15 km jihovýchodně od centra Mnichova. Sousední obce jsou: Haar, Hohenbrunn, Höhenkirchen-Siegertsbrunn, Oberpframmern, Putzbrunn, Vaterstetten a Zorneding.